# 琉球政府行政府ビル

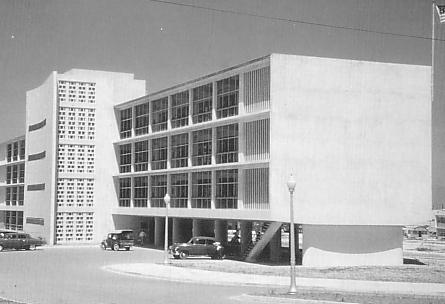
琉球政府行政府ビル（1953年）

琉球政府行政府ビル（りゅうきゅうせいふぎょうせいふビル、Executive Building, Government of the Ryukyu Islands）は、琉球政府の庁舎。
所在地は戦前、現在の沖縄県庁舎と同じ沖縄県那覇市泉崎一丁目2番2号（北緯26度12分44.6秒 東経127度40分51.3秒 / 北緯26.212389度 東経127.680917度）。1953年（昭和28年）4月28日に完成した。1968年（昭和43年）1月8日に米国民政府が浦添市小湾465番地に移転するまでは、上層階(3階,4階)を米国民政府が、下層階を琉球政府が入居していた。復帰後も1990年（平成2年）に現在の沖縄県庁舎が完成するまで沖縄県庁舎第1本庁舎として使われていた。